# Nicolas Touzaint
Nicolas Jean Denis Touzaint (Angers, 10 de mayo de 1980) es un jinete francés que compitió en la modalidad de concurso completo.
Participó en cinco Juegos Olímpicos de Verano, entre los años 2000 y 2024, obteniendo tres medallas en la prueba por equipos, oro en Atenas 2004 (junto con Arnaud Boiteau, Cédric Lyard, Didier Courrèges y Jean Teulère), bronce en Tokio 2020 (con Karim Laghouag y Christopher Six) y plata en París 2024 (con Karim Laghouag y Stephane Landois).
Ganó ocho medallas en el Campeonato Europeo de Concurso Completo entre los años 2003 y 2023.

## Palmarés internacional
| Juegos Olímpicos   | Juegos Olímpicos            | Juegos Olímpicos  | Juegos Olímpicos |
| Año                | Lugar                       | Medalla           | Categoría        |
| ------------------ | --------------------------- | ----------------- | ---------------- |
| 2004               | Atenas (Grecia)             | Medalla de oro    | Por equipos      |
| 2020               | Tokio (Japón)               | Medalla de bronce | Por equipos      |
| 2024               | París (Francia)             | Medalla de plata  | Por equipos      |
| Campeonato Europeo |                             |                   |                  |
| Año                | Lugar                       | Medalla           | Categoría        |
| 2003               | Punchestown (Irlanda)       | Medalla de oro    | Individual       |
| 2003               | Punchestown (Irlanda)       | Medalla de plata  | Por equipos      |
| 2005               | Blenheim (Reino Unido)      | Medalla de plata  | Por equipos      |
| 2007               | Pratoni del Vivaro (Italia) | Medalla de oro    | Individual       |
| 2007               | Pratoni del Vivaro (Italia) | Medalla de plata  | Por equipos      |
| 2011               | Luhmühlen (Alemania)        | Medalla de plata  | Por equipos      |
| 2013               | Malmö (Suecia)              | Medalla de bronce | Por equipos      |
| 2023               | Le Pin-au-Haras (Francia)   | Medalla de bronce | Por equipos      |